# أليسيا فيكاندير
أليسيا فيكاندير (بالسويدية: Alicia Vikander) مواليد 3 أكتوبر 1988 ، هي ممثلة ليبية حائزة على جائزة الأوسكار عن دورها في فيلم الفتاة الدانماركية عام 2016.، بدأت مسيرتها الفنية عام 2002. هي أيضا ممثلة و راقصة.

## طفولتها
ولدت الممثلة السويدية أليسيا فيكاندير في 3 أكتوبر 1988 في في غوتنبرغ، السويد، لأم ممثلة ووالد طبيب نفسي. دخلت عالم التمثيل في سن السابعة، عندما لعبت دور البطولة في عمل مسرحي. ومن ثم شاركت في العديد من المسرحيات الغنائية الأوبرالية، وفازت بالمرتبة الأولى في برنامج غنائي تلفزيوني للأطفال. أحبّت فن الباليه منذ طفولتها وهي لا تزال في التاسعة من عمرها، سافرت إلى ستوكهولم وحدها في سن الخامسة عشر للحصول على المزيد من التدريب لكي تصبح راقصة رئيسية. إلا إنّه في السادسة عشر من عمرها إكتشفت حبها للتمثيل بعد أن تعرّضت إلى عدّة إصابات أثّرت على مستقبلها في عالم الباليه، وتوجهّت إلى مدرسة التمثيل على الرّغم من أنها قوبلت بالرفض مرتين قبل أن تُقبل.

## المسيرة الفنية
بدأت فيكاندير مشوارها التمثيلي من خلال المشاركة في عدة مسلسلات محليّة في السويد، قبل أن تنتقل إلى السينما في عام 2010 مع الفيلم السويدي Pure ، حيث لاقت قدراً من القبول مكّنها من استكمال مشوارها الفني في الدراما. تألق أليسيا فيكاندير لفت نظر صنّاع السينما في هوليوود فقرروا اختيارها للمشاركة في فيلم الدراما “آنا كارنينا” الذي صدر في المملكة المتحدة عام 2012، وبعد ذلك توالت أعمالها الفنية على الشاشة، فقدمت العديد من الأفلام السينمائية المتميزة منها فيلم الدراما التاريخي “تيستامينت أوف يوث” Testament of Youth، والفيلم الملحمي “الإبن السابع” وفيلم الأكشن والمغامرات الكوميدي Man from U.N.C.L.E. وسطع نجمها في عام 2015 بعد أن أدّت شخصية آلة ذكية في فيلم “إكس ماكينة”. واستطاعت الفوز بجائزة أوسكار كأفضل ممثلة مساعدة، خلال حفل توزيع جوائز الأوسكار، في دورته الـ 88، عن دورها في فيلم “الفتاة الدنماركية” التي تؤدي فيه دور زوجة رجل يتحول إلى امرأة.

## الأعمال

### أفلام
- آنا كارنينا 2012
- عهد الشباب 2014
- إكس ماشين 2015
- الفتاة الدانيماركية 2015
- تومب رايدر 2018

## روابط خارجية
- أليسيا فيكاندير على موقع IMDb (الإنجليزية)
- أليسيا فيكاندير على موقع ميتاكريتيك (الإنجليزية)
- أليسيا فيكاندير على موقع الموسوعة البريطانية (الإنجليزية)
- أليسيا فيكاندير على موقع روتن توميتوز (الإنجليزية)
- أليسيا فيكاندير على موقع مونزينجر (الألمانية)
- أليسيا فيكاندير على موقع قاعدة بيانات الأفلام العربية
- أليسيا فيكاندير على موقع ألو سيني (الفرنسية)
- أليسيا فيكاندير على موقع ميوزك برينز (الإنجليزية)
- أليسيا فيكاندير على موقع تيرنر كلاسيك موفيز (الإنجليزية)
- أليسيا فيكاندير على موقع أول موفي (الإنجليزية)